# Sarah Randolph Bailey
 Sarah Randolph Bailey  (* 1885 in Macon (Georgia); † 1972) war eine US-amerikanische Pädagogin und Schulleiterin. Sie gründete 1945 für afroamerikanische Mädchen die Girl Reserves-Gruppe der Young Women’s Christian Association.

## Leben und Werk
Bailey beendete 1901 ihre Schulausbildung mit der Big County Teacher Examination und begann 1902 mit ihrer Unterrichtstätigkeit. Sie heiratete Robert Bailey und adoptierte eine Tochter.  Nach 9 Jahren wurde sie an die Maryland M. Burdell School berufen, wo sie 35 Jahre als Lehrerin und Schulleiterin tätig war. Nachdem sie in einem Rehabilitations- und Haftzentrum für Mädchen in Macon freiwillig unterrichtet hatte, wurde dieses auf ihr Betreiben hin in die Negro Training School for Girls umgewandelt und sie führte ein Programm zur Rehabilitation und Lebensvorsorge durch. Heute ist das Heim als Youth Development Center bekannt und wird vom Georgia Department of Juvenile Justice verwaltet. Da die Pfadfinderinnen bis in die 1940er Jahre keine afroamerikanischen Gruppen zuließen, organisierte sie für junge Frauen die Girl Reserves-Gruppe der Young Women's Christian Association (YWCA). 1935 versammelte sie Gruppen afroamerikanischer Mädchen und gab ihnen die Möglichkeit Lebenskompetenzen zu erlernen, ähnlich wie ihre weißen Kolleginnen bei den Pfadfindern. Nach der Organisation von 15 Girl Reserve-Truppen in Georgia luden sie die Girl Scouts USA ein, die erste Black Girl Scouts-Truppe zu organisieren. 1948 wurde ihre Gruppe als offizielle Pfadfindergruppe geführt und sie wurde zur Vorsitzenden des Zentralkomitees der Pfadfinderinnen von Macon ernannt. 

## Auszeichnungen
1961 wurde ihr zu Ehren das Camp Sarah Bailey gewidmet. 1994 wurde das Macon Girl Scouts Center in Sarah Bailey Service Center umbenannt. Zu ihrem Gedenken gibt es eine Dauerausstellung im Tubman African American Museum in Macon. Sie wurde in die Georgia Women's Hall of Fame und 2012 von der Georgia Women of Achievement aufgenommen.